# Kiziljurt
Kiziljurt (ryska Кизилю́рт, kumykiska Къызылюрт) är en stad i Dagestan i Ryssland. Staden har 34 939 invånare år 2015.